# The Stars, Like Dust

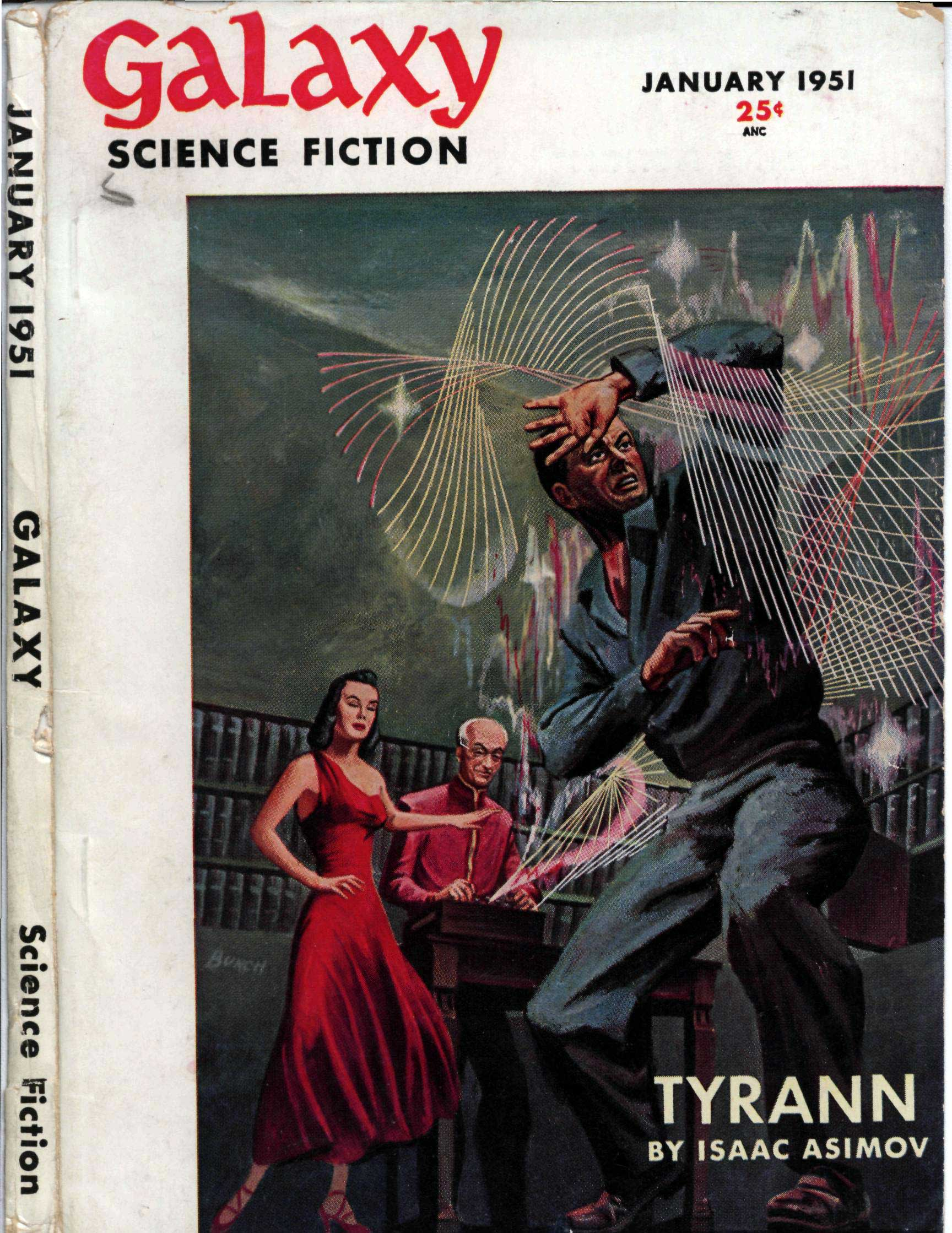
The Stars, Like Dust foi publicado em 1951 de forma seriada na revista Galaxy Science Fiction com título de Tyrann.

The Stars, Like Dust (em português:  Poeira de estrelas) é um romance de ficção científica escrito por Isaac Asimov e publicado em 1951.

## Enredo
Biron Farril é um jovem estudante enviado por seu pai para ser educado na Terra (um pequeno planeta radioativo). Seu pai, o Rancheiro de Widemos, é o governante do planeta que lhe dá titulo. Todos os planetas próximos eram dominados por um mundo chamado Tirânia. Contra este domínio, o pai de Biron lutava, até que suas atitudes conspiratórias foram descobertas e, por conta disso, foi executado pelos tiranianos.
Antes mesmo de saber sobre isso, Biron sofre um atentado contra a sua vida quando uma bomba radioativa é colocada em seu armário. Desesperado, ele é aconselhado por Sander Jonti a deixar o planeta e ir até Ródia pedir por abrigo.
Em sua fuga, é interceptado pelos tiranianos, que passam a manipulá-lo enquanto seguem os seus passos. Em Ródia, Biron se encontra com Artemísia de Hinriad, filha do líder do planeta, um pobre coitado já mentalmente destruído pelas pressões dos tiranianos. Ele conhece também o tio de Artemísia, Gilbred, que diz ter encontrado uma vez um planeta rebelde, onde milhares de armas eram construídas para uma guerra final contra Tirânia. Artemísia estava sendo obrigada a se casar com um tiraniano; por isso decide ajudar Biron Farril na fuga de Ródia, contanto quer que ele a leve consigo ela e a seu tio. 
Durante a fuga, serão perseguidos pelos implacáveis tiranianos, enquanto buscam desesperadamente o mundo rebelde. 

## Personagens
Biron Farril: Nascido no planeta Widemos, vive e estuda na Terra. Sua rotina muda quando, após um atentado, fica sabendo sobre a morte de seu pai e os motivos que levariam a sua própria morte. Foge para o planeta Ródia onde se envolve com a filha do monarca, a jovem Artemísia. Sabendo pilotar uma nave (conhecimento proibido pelos tiranianos em Ródia), acaba servindo aos planos de fuga de Gilbred.
Artemísia de Hinriad: É filha do monarca de Ródia. É obrigada por seu pai a se casar com um tiraniano de alta patente. Vendo o pai enlouquecer e definhar cada dia mais sob o comando dos tiranianos, resolve fugir do planeta.
Gilbred de Hinriad: É um dos membros da família real de Ródia, sendo tio de Artemísia. Uma vez, quanto voltava de Tirânia, sua nave foi acertada por um meteorito. Avariada, vagou sem rumo por dias até chegar à órbita de um planeta que ele passou a conhecer como Planeta Rebelde. Sua nave (uma espaçonave tiraniana) foi estudada pelos rebeldes. No final foi colocado novamente na espaçonave e enviado de volta a Ródia, onde acordou com a incerteza sobre sonho ou realidade. É o único que possui alguma pista sobre onde possa estar o tal planeta.